# Lyriothemis acigastra
A Lyriothemis acigastra a rovarok (Insecta) osztályának szitakötők (Odonata) rendjébe, ezen belül az egyenlőtlen szárnyú szitakötők (Anisoptera) alrendjébe és a laposhasú acsák (Libellulidae) családjába tartozó faj.

## Előfordulása
A Lyriothemis acigastra előfordulási területe India, azonban a Természetvédelmi Világszövetség (IUCN) szerint Tibetben, Kínában és Mianmarban is megtalálható. Elterjedésének déli határa a Kerala nevű indiai államban van. Ez a szitakötő, nagyon hasonlít a 2009-ben felfedezett srí lankai Lyriothemis defonsekaira.

## Megjelenése
A hím vörös színű fekete mintázattal, míg a nőstény sárga fekete mintázattal; a nőstényben több, azaz vastagabb a fekete sávozás.

## Életmódja
Életmódjáról igen keveset tudunk, mivel ritkán kerül az ember elé, továbbá 2013-ig alig tanulmányozták. Az eddigi megfigyelések szerint, főleg késő délután és reggel tevékeny. Az édesvízi mocsarak és patakok növényzete között vadászik, főleg busalepkefélékre (Hesperiidae) és molyokra. A hímek, körülbelül 8-10 méteres magasságban pihennek.

## Fordítás
- Ez a szócikk részben vagy egészben  a   Lyriothemis acigastra című angol Wikipédia-szócikk ezen változatának fordításán alapul.  Az eredeti cikk szerkesztőit annak laptörténete sorolja fel. Ez a jelzés csupán a megfogalmazás eredetét és a szerzői jogokat jelzi, nem szolgál a cikkben szereplő információk forrásmegjelöléseként.